# 甲虫王者ムシキング〜ザックの冒険編〜
『甲虫王者ムシキング〜ザックの冒険編〜』（こうちゅうおうじゃムシキング ザックのぼうけんへん）は、おおせよしおによるセガのトレーディングカードアーケードゲーム『甲虫王者ムシキング』をモチーフとした漫画化作品。小学館『別冊コロコロコミック』2004年4月号 - 2008年2月号および『月刊コロコロコミック』2005年2月号 - 2006年10月号で並行連載された。単行本は全8巻。

## あらすじ
架空の惑星デカイヤで、主人公であるザックがおたからを探し求め続ける一方、もうひとりの主人公であるカブト丸がムシキングを目指し、それぞれのライバルや敵キャラクターと戦い成長していくというストーリーである。

### 第1部
大いなる世界デカイヤには、はるか古（いにしえ）から「インセク島の天樹に登るべし。さすればその身に神の力が宿り、甲虫王者になるであろう…」という伝説がある。
おたからを求め世界を駆け回る財宝ハンターのザックは、おたから探しの途中、ふとしたことより侍甲虫・カブト丸と出会う。カブト丸はザックに「せっしゃをインセク島の天樹へ連れて行って欲しい」と頼む。カブト丸もまた、古から伝わる甲虫王者（ムシキング）伝説を追う甲虫のひとりだった。ザックは甲虫王者伝説にあまり関心を示さなかったが、カブト丸をおたから探しに利用できると打算し、ともに旅をすることを決める。

### 第2部
メッサーノとの闘いを終えたザックたちは謎の老昆虫「チャン・G」と出会う。チャン・Gは、甲虫王者にまつわる3つの宝石をあつめればムシキングになれると言い、ザックたちは「ノヴァの日記」を手に入れる。さらに、ムシキングにまつわる3つの宝石を集めないと、ムシキングになれず、地球は約1年後に破滅するという事実を知る。
ザックの旅に新しいパートナーが登場し、ザックとカブト丸、ヤイバ、そしてチャン・Gとイーアルたちの冒険がふたたび始まる。

## 主な舞台

### 大陸
ヒノデ村
頭領イッカクとしもべらの率いる村。カブト丸の故郷。
力の石碑のある場所だが、メッサーノが率いる暗黒ムシマスターの集団により奪われてしまう(第1部時点)。第2部（コミックス5巻3話）の時点で、ノヴァの日記を持参するザック達が訪れた故、ゼノン帝国のドナテルロに襲撃される。
小国ロマ
デカイヤのどこかにある国で、甲虫騎士団という組織がある。かつて処刑人バランが務めていたらしい。
クヌギ村
野盗ゴーダッツに襲われた村。
チャン道場
チャン・Gが開いている道場。山の奥にある。
クモノーウェン
第2部で、ザック達がクレッシェンドと出会う場所。世界一の高さを誇る山。名前のモデルは「雲の上」。
クサッツ温泉郷
昆虫・人間問わず骨を休める者の訪れる温泉。名前のモデルは「草津温泉」。
商業都市ブッカ
怪盗ギルによって襲撃された都市。名前のモデルは「物価」。
メガデルの森
千年樹のある森で、バッサイとパートナーのアックスがいる場所。名前のモデルは「芽が出る」。
ラストール
ゼノン帝国の隣国にある僻地。守りの石版があった場所。

#### ゼノン帝国
大陸一の勢力を誇る軍事大国で、武力による世界統一を目論む。皇帝はゼノン13世。
ゼノン帝国極東基地バンリーノ
カブト丸とエンペラーが最初に出会った軍事要塞。
シントン市
リッチー博物館のある地方都市。
パルク遊園地
「お宝さがし大会」というアトラクションを行っている巨大遊園地。

### インセク島
頂上にたどり着いた者がムシキングになれるという伝説を持つ巨木、天樹（てんじゅ）のある巨大な島。周囲の海はいつも荒れており、外部から入るにはアリノスの迷宮を通った方が早い。
鬼門島
インセク島の近くにある小島。アリノスの迷宮の入り口がある。
アリノスの迷宮
インセク島と鬼門島を繋ぐ地下迷宮。作中において、ザック達はここでヤイバと出会う。名前のモデルは「蟻の巣」
アフォーナ城
アフォーナとセコスギーの居る城。最強甲虫決定戦が行われる場所でもある。後に「ザック城」と改名された。
ウーロ鉱山
天樹の近くにある、宝石が大量に採れる鉱山。
フロンティアライン鉄道
インセク島を縦断する鉄道。蒸気機関車が走っている。
嘆きの森
天樹の足元に存在する小さな森。人間に見捨てられたはぐれ昆虫が大量に住み着いている。
シロップ村
ハチミツと、お宝レインボーフラワーのある村。
ミスト山脈
天樹とシロップ村の間にある霧のかかった山脈。
天樹
インセク島にそびえたつ、雲を突き抜け天を指すほどの高さの樹木。周囲は風向きが悪いため、内部から登攀する。

## 登場人物

### 主人公
ザック
今作の主人公で、世界を旅する財宝（トレジャー）ハンター。世界一の財宝ハンターになることを夢見て、エデンシア到達を目指す。一人称は「俺」で、カブト丸の父であるイッカクを「オッサン」と呼ぶ。年齢はおそらく10代前半であるが、その年齢にしては打算的且つ天邪鬼な性格で、頭の回転も早く、卓越した洞察力を持っており、それは経験の薄いムシバトルでも大いに発揮されている。また、挙動にツンデレ的要素も見え隠れしており、夢に向かって努力する相手を貶す者には容赦しない。カブト丸と出会って以降は彼のムシマスターとなる。「王者の証編」では本名がザック＝コバーンであることが明かされており、父は優秀な冒険家として知られている「O・ヴァン＝コバーン」だが、母親の死から父O・ヴァンを嫌悪し、幼少時の父との思い出は今も強く心に刻まれている。また、今でも父を許す理由を探し、心の中で葛藤している様子も窺える。
カブト丸
今作のもう1人の主人公であるムシキングを目指す、ヒノデ村出身の侍甲虫で、ヒノデ村の頭領イッカクの息子であり、イッカクを「父上」と言う。父イッカクはヒノデ村を守ろうとするため、自身も勘当されてもなお故郷ヒノデ村を必死で守りたいと思っている。一人称は「拙者」で、口癖は「～でござる」である。種類はカブトムシで、ツノに×印の「印象」が刻まれている。熱血漢故に曲がったことは許さない性格で、他人事にも積極的に首を突っ込むが、ザックのフォローがない場合はほとんど返り討ちに遭ってしまう。また、好物はスイカで、ザックにごほうびとして振る舞われた時は涙を流して喜んだ。第一部「天樹編」では幼い頃にヒノデ村で家来となったヤイバと出会うも父親の「ムシキングになってもらいたくない」という気持ちでヤイバと対立していた。しかし、あることでヤイバと和解することにし、「一緒にムシキングになろう」と決意する。ムシカードに閉じ込められた状態で川を流れている所をザックに救われ、ザックと出会った以降はザックを「ザック殿」と呼ぶ。「王者の証編」ではヒノデ村へ帰郷した後からは戦闘・性格共に弱体化が進行している。ナゲわざを得意としており、超必殺わざはナゲわざの「トルネードスロー」。

### 仲間もしくはライバル

#### パーティー
ヤイバ
カブト丸の第一の家来で、無二の親友。一人称は「私」で、種類はノコギリタテヅノカブト。第一部「天樹編」では幼い頃にヒノデ村の頭領であるイッカクの勧めでヒノデ村でカブト丸と出会い、家来もしくは友達となる。その後はアリノスの迷宮で鎖につながれていた所をザックに救われるが、メッサーノにより暗黒化された影響で記憶喪失になっていた。その後、天樹に押し潰されて消滅したかと思われたが、天樹の頂でメッサーノに操られる形で再登場、カブト丸と戦わされたが、カブト丸の紋章の力の前に倒され、メッサーノから解放された。しかし、それがきっかけで本来の性格が浮き出始め、やや感情的で一言余計な「かませキャラ」としての地位を確立してしまう。超必殺わざはナゲわざの「サイドロックボム」だが、「王者の証編」からは一度も発動していない。

#### ライバル
バラン
元【甲虫騎士団】所属のムシマスター。一人称は「私」。圧倒的な強さを持つことから巷では【処刑人】と呼ばれ、恐れられている。かつてはデカイヤのどこかに存在した小国「ロマ」の甲虫騎士団に所属していたが、主である女王の死と同僚の売国行為がトラウマ化したのか、他者との関わりを極力避けている傾向にある。港町でムシマスターに襲われていたザックを救い、ザックとの初対面時の印象はかなり悪かったが、船上での海賊達との戦い、アリノスの迷宮での戦いを経て、少しずつだが「ムシマスター」のザックを認めつつある。また、ザックをライバルと意識しながらも時にザックにささやかに救いの手を差し伸べるが、引き際を見極めており、天樹の頂での戦いには介入せず、バレット・カエデと共にバトルの行方を静かに見守った。パートナーはブルマイスターツヤクワガタの「ブルックス」。
ブルックス
バランに仕える甲虫。種類はブルマイスターツヤクワガタで、紳士的な性格である。わざカードの力に頼らずとも圧倒的な力を持つ。一人称は「私」。【技の紋章】の持ち主であることが物語後半に明かされた。超必殺わざはハサミわざ「クロスダイブ」。
バレット
ムシキングを目指し、天樹の最頂部付近に到達した際にザックと遭遇したムシマスター。一人称は「俺」。女性に優しく、色ボケ且つややスケベだが、色仕掛けには強かったり、どんなに美人が居ても女房以外には心を動かされないなど、意外なところで芯が強い。また、牧場を経営している。対人の喧嘩も強く、天樹の頂の城に巣食っていた暗黒ムシマスターをタコ殴りにした。「王者の証編」ではザック達と再会、共闘した際にはゼノン帝国の兵士相手にドロップキックをお見舞いしていた。その後、ゼノン帝国のドナテルロ達のヒノデ村強襲の際もザック達の下に駆けつけ、エデンシアでの戦いを見届けた。相棒はゴホンヅノカブトの「リボルバー」。
リボルバー
バレットの相棒。種類はゴホンヅノカブトで、喧嘩っ早い性格である。一人称は「俺」。女性に鼻の下を伸ばすバレットに時折呆れる様子を見せる。超必殺わざはダゲキわざ「ダンガン」。
カエデ
ムシキングを目指し、天樹の最頂部付近に到達した際にザックと遭遇したムシマスター。一人称は「私」。女性らしい一面も見せるが、「王者の証編」での再登場時はパートナーであるヒメカブト・「コダチ」も呆気にとられるほどのキレっぷりを発揮した。また、バレットと共に行動していることが多く、また作中の登場人物の中では唯一ザックを「くん」付けで呼ぶ。天樹の突風の間では「行方不明の兄を探しに来た」と言い、男性陣の同情を誘って仕掛けを突破した。
コダチ
カエデのパートナー。種類はヒメカブトで、温厚且つ素直な性格である。一人称は「ボク」。「王者の証編」ではMr.?の素顔に驚愕し、カエデの気迫にドン引きしていた。超必殺わざはダゲキわざ「ハヤテ」。

### 第2部で登場するキャラ
チャン・G
「王者の証編」より登場した老甲虫で、カブト丸の父イッカクの師匠であり（実は本人は、弟子が2,3人以上もいる）、イッカクからは「チャン老師」と呼ばれている。故に当人はカブト丸達やヒノデ村のことについて詳しく知っており、更にはイッカクが敬語を用いる。一人称は「ワシ」で、口癖は「~じゃ」である。種類はムナコブクワガタである。「天樹編」の最後のところで登場し、圧倒的な強さでヤイバ、ブルックス、リボルバー、コダチを倒した。その後、皆にエデンシアのムシキング伝説を伝え、カブト丸一向と共に行動する。
イーアル
チャン・Gのムシマスターの赤ちゃん。孤児だったのをチャン・Gが親代わりとして育てており、まだ赤ちゃんのため、わざカードの指示を出すのはあくまでチャン・Gである。

### 主要キャラの親族
イッカク（5巻3、6話）
ヒノデ村の頭領であるカブト丸の父親で、チャン・Gの弟子の一人（当人は弟子という理由で、出会う時に名はチャン老師と言う）。とある出来事などで「ムシキングなんぞくだらない」と嫌って、実子はまだまだ弱者で、未熟者であるべきだと思っている。また、ムシキングなぞくだらないと軽視していることや息子は未熟者であるのだと見なすという理由などで、息子はムシキングとなってもらいたくないと思っており、更には息子のムシマスターのザックをも腰抜けだと見下しているが、第一部においては息子にヒノデ村に来た幼いヤイバのことを教え、家来とさせ（理由は家来となったヤイバに息子のことを更生させる為）、まだ幼い息子のことを親しんでいた父親らしいシーンなどもある。しかし、ヒノデ村や息子らのお守りとして用いた石碑はメッサーノの暗黒ムシマスターの集団のヒノデ村を攻めた時に奪われる。息子の出身地であるヒノデ村を一度も出たことはなく、決死で守ろうとしてはいるが、息子カブト丸がヒノデ村を立ち去って捨てたと思い、彼を勘当し、息子を激しく憎むこととなった。しかし、ザックや息子らを許すまでは息子の「ヒノデ村を守りたい」という気持ちや息子のパワーなどをなにもまだ知らないでおり、実際としては未熟な息子のことを少し気にしていた。息子らやチャン・Gとの対話後はザックらの持参する「ノヴァの日記」と技の石を手に入れるためにヒノデ村を攻めたゼノン帝国のドナテルロとしもべらと戦闘するも敗れる。しかし、ドナテルロらとの戦闘の途中でザックと息子のドナテルロらとの戦闘の乱入の際に「ただムシキングとなりたいだけではなく、ヒノデ村を守りたい」というずっと知らないでいた息子の気持ちをとうとう知り（戦闘の際は息子のツノのことも知ることとなる）、ドナテルロらの敗北でザックや息子らと少し和睦することにし、息子の気持ちを知ったことでザックや息子らを冒険に出すことを許した。
O・ヴァン＝コバーン（7巻2、3、6話）
ザックの父親。とある理由などで息子と妻を見捨て、家を出る。しかし、実際は妻を元気にするために旅に出ており、最後はゼノン帝国のスクリューに倒された。

### 敵キャラクター
ワルージェ
第2部で登場するキャラクターであるゼノン帝国参謀者で、ゼノン13世とエンペラーのしもべ。
ゼノン13世
「王者の証」編で登場する登場人物であるゼノン帝国の皇帝で、エンペラーのパートナー。戦傷を隠すため、黄金の仮面を被っている。
元々は正々堂々と戦うことをモットーにしていたが、シャドウを失った悲しみにより「どんな汚い手段を使っても勝つ」という心情を持ち、独裁者になるに至った。
エンペラー
ワルージェとゼノン13世と共に第2部「王者の証」編で登場するヘルクレスオオカブトで、守りの紋章の所持者。大勢の甲虫に袋叩きにされるどころか、「力の石」で強化されたカブト丸のダンガンを食らってもまったく傷つかない防御力を誇る。また、卑怯なことを嫌う性格で、戦いの途中でゼノン兵がカブト丸とザックを取り押さえた時にはゼノン兵を吹き飛ばしている。超必殺技は「ヘルクレススパイラル」だが、元超必殺技の「ローリングドライバー」も披露している。

## その他の登場人物

### 天樹編（1巻1話-4巻4話）
ゴーダッツ（1巻1話、6巻3話）
クヌギ村を襲った巨体の野盗で、手下2人とグランディスオオクワガタの「グランディス」を従えている。グランディス諸共カブト丸のトルネードスローで吹き飛ばされて倒されたが、「王者の証編」では幽霊の姿で再登場し、ザックとカブト丸とフェルナンデスの甲虫ゼニーに撃退された後は「やっと成仏できるぜ」と満足げな顔で昇天した。
ランスロット（1巻2話）
森の番人を名乗る年老いたムシマスター。相棒はグラントシロカブトの「シロ」で、口癖は「大事なのは結果ではなくやってみようとする心意気」である。元ゼノン帝国の兵士だったのだが、仲間とはぐれてしまい、それからはムシ達と森を守る番人として過ごしているが、ザックにわざカード「ダンガン」を奪われてしまう。
ジョーカー（1巻3-4話）
砂漠を旅するザック達の前に現れた、仮面のムシカード収集家（コレクター）。相棒は世界一の体重を誇る大型甲虫・ゾウカブトの「エレファス」。青いヨロイと王者の紋章を持つ珍しい甲虫であるカブト丸を狙い、ムシバトルを仕掛けるが、ザックの持参した宝石のパワーで生み出したカード「スーパートルネードスロー」に敗北した。
オニール（1巻6話）
アリノスの迷宮の入り口を守っている、第1の門番で、オカマ。相棒はマキシムスマルバネクワガタの「マックス」。何かと性悪な人物が多い本作の敵対人物としては珍しく良識的な性格をしており、自身を破ったザックを潔く激励した。
オニルバ（2巻2話）
アリノスの迷宮の第3の門番で、本編では非常に貴重な女性キャラクターの1人だが、オバサンである。現実主義で、アリノス迷宮の財宝を管理している。オウゴンオニクワガタの「ゴルドー」がパートナー。
執事（2巻3話）
アフォーナ城の執事。最強甲虫決定戦の出場者を募る。相棒はコクワガタ。
アフォーナ（2巻3話）
インセク島にあるアフォーナ城のお子様王子。趣味は強いムシのバトルを見ることである。実兄セコスギーに王座を狙われていた。
セコスギー（2巻3話）
アフォーナの兄で、弟に王位を奪われ、復讐を誓ったムシマスター。コガシラクワガタの「リトルヘッド」を操り、最強甲虫決定戦を利用して王座を奪おうとしたが、ザックのずる賢さの前に敗北した。
スティーブン（2巻5-6話）
ザック達を始末する為にメッサーノが雇った殺し屋。暗黒甲虫であるサビイロカブトの「サビル」を操る。ウーロ鉱山に向かうフロンティアライン鉄道に乗り、ザック達を追い詰め、ザックとカブト丸の知恵を生かした攻撃に敗れたが、バトルに負けてもムシマスターを始末しようとザックを崖から突き落とした。その後はサビルが逃走したことにより用済みとなり、メッサーノに始末された。
ハーディ（3巻1話）
シロップ村のハチミツとお宝レインボーフラワーを奪い、ボロ儲けしていたムシマスターで、関西弁を使う小太りの男。相棒はスペキオシスシカクワガタの「マダラ」。レインボーフラワーを奪還しにきたザックとカブト丸に敗れた。
ホルス（3巻2話）
天樹の内部を探索していたときに出会ったムシマスターで、古代エジプトの壁画のような姿をしたスキンヘッドの痩身の男性だが、正体は暗黒ムシマスターである。アヌビスゾウカブトの「アヌビス」を操る。地中を自在に掘り進む戦法でカブト丸を苦戦させるが、ザックの策に嵌まり、ヤイバの必殺技である「サイドロックボム」を受けて敗れた。
クロウ（3巻4-6話）
ムシキングを目指し、天樹の最頂部付近に到達した際にザックと出会ったムシマスターで、口元にマスクをつけている目つきの鋭い男。バレット・カエデよりも先に登場したにも関わらず、突風の間でかませ化してあっけない最期を遂げた。
ジンバ（3巻6話）
「無敗のジンバ」の異名を持つ手練れのムシマスター。相棒はケンタウルスオオカブトの「ケンタウルス」。プライドが高く、自分の事を「弱い奴としか戦ってなかったんじゃねーの」とバカにしたザックに決闘を申し込むが、無視されて天樹の中に置き去りにされ、ムシキング決定戦から脱落した。その後もムシマスターを続けている。
メッサーノ（2巻4-6話、3巻3-5話、4巻1-4話、5巻番外編）
暗黒化されたパラワンオオヒラタクワガタを操る暗黒ムシマスターで、【天樹編】の黒幕。一人称は「私」。ザックの前に最初に姿を現した際はイヤサレ草を探しに来た医者と名乗っており、ザックも彼を「医者の先生」と呼んでいた。偽りのムシキング伝説を世に広め、「紋章持つ甲虫」が天樹に辿り着くのを待ち続けており、まだカブト丸とヤイバが幼かった頃は暗黒ムシマスターの集団を率いて頭領イッカクとしもべらの率いるヒノデ村を攻めて「力の石碑」を奪い、数年後には成長したヤイバが力の石碑を奪い返しに来た際はヤイバを倒して暗黒甲虫化させて操り、更に自身もパラワンオオヒラタクワガタを暗黒化させて率いてカブト丸の実力を探った。その後はカブト丸のムシマスターであるザックを始末する為にスティーブンをけしかけたが、カブト丸に興味を持ってからは、天樹に誘き寄せるためか、あえてザックの命を救った上に技カードも大量に譲り、用済みとなったスティーブンを始末した。その後、ザックとカブト丸が天樹の頂に辿り着いた際には紋章持つ甲虫であるカブト丸を暗黒化させて「地上最強の生命体」を作りだす願望を実現させるべく、暗黒化ヤイバを使ってカブト丸に勝負を挑む。しかし、ザックとカブト丸の絆と紋章の力の前に敗北して天樹は崩壊、巻き込まれて奈落の底に落ちて行った。

### 王者の証編（5巻1話-最終話）
ダイ（5巻2話）
チャン・Gの一番弟子のオオクワガタ。努力至上主義で、紋章を持つカブト丸に嫉妬し、特訓を妨害しようとするが裏目に出てしまう。子分にノコギリクワガタの「ソウ」とヒラタクワガタの「タイラー」がおり、3人で同時攻撃を仕掛け分身したように見せる戦術を得意とする。
ドナテルロ（5巻3話）
ザックらの持っている「ノヴァの日記」と技の石を奪う為にヒノデ村を攻めた、ゼノン帝国甲虫兵団の小隊長。ヒノデ村の頭領であるイッカクを倒し、カブト丸と戦闘してザックに取引を持ちかけられたが応じず、返しわざを得意とするヒルスシロカブトの「ヒルス」で応戦するが、返しわざを更に返される形で敗北し、ヒノデ村を立ち去ることとした。
クレッシェンド（5巻4話）
ザック達が「クモノーウェン」で出会った吟遊詩人で、自称「この世で最も強く美しいムシマスター」。美しさにこだわりを持ち、クワガタをモチーフとした竪琴を持っている。王者の証を求め、ザック達の後を密かにつけていた。相棒はインペリアリスツヤクワガタの「フォルティシモ」。
ラオ・Z（5巻5話）
チャン・Gのライバルである甲虫。種族はフェイスタメルシワバネクワガタである。若い頃にクワ子という♀のクワガタに樹液をプレゼントしようとしたが、直後にチャン・Gに樹液をすべて横取りされ、振られてしまった過去を持っている。また、弟子であるタイゴホンヅノカブトの「ヤム」と、ヒルトゥスヘラヅノカブトの「スクーパー」を率いている。弟子二人がヤイバに敗れた後にカブト丸を死んだふりをして油断させて攻撃する「アンデストラップ」で破る。その後、チャン・Gにも泣き落としを用いて攻撃するも見破られ、「カゲロウ」を食らって敗れる。
シュラン（5巻5話）
上記のラオ・Zのパートナーであるムシマスター。普段はお酒を飲んでいて酔っぱらっているが、「アンデストラップ」を繰り出す時には性格が豹変する。
ギル（6巻1話）
ゼノン城の地下牢に捕らえられていた怪盗。一人称は「オレ」。素早さとハサミわざが自慢のファブリースノコギリクワガタ「スティール」が相棒である。ムシカードを没収されて死刑を待っていたが、ゼノン帝国参謀ワルージェが提示した要求を呑み、釈放された。その後、商業都市ブッカに潜入し、ザックの持つ王者の証とノヴァの日記を奪う機会を窺っており、一時は盗み出すことに成功するもザックの推理力に破れ、更に奪い返されてしまう。その後は手ぶらで帝国に戻り、ゼノン13世とワルージェに見限られ、再び牢獄行きとなった。
バッサイ（6巻2話）
アルキデスオオヒラタクワガタの「アックス」と共に荒廃が続くメガデルの森の守り神「千年樹」を守るため木の手入れをしている木こりで、東北弁を話す。ダゲキを打つ際に「最初は力を抜き、徐々に力を込めて命中した瞬間に全パワーを解放する」という戦い方をするため、それはカブト丸にも受け継がれた。ノヴァの日記に崩壊を免れるには千年樹を倒すべしと記されていたため、渋々木を倒す決断をしたザックから千年樹を守るためにカブト丸の前に立ちはだかるも敗北し、千年樹が倒れたことに落胆する。しかし、倒れた千年樹の種はすぐに芽吹き、元の青々とした姿を取り戻した。
フェルナンデス（6巻3話）
大剣と甲虫を操る、素直で心優しい勇者。剣一本で巨大鉄球をも両断するほどの実力を持つ。村人に洋館の悪霊退治を依頼され、洋館に赴いた時にトラップに引っかかったザックと出会う。相棒の甲虫であるセアカフタマタクワガタの「ゼニー」とは性格と物の考え方が正反対で、度々口論に発展する。ヤイバの提案でザックとムシカードを交換し、カブト丸と悪霊退治へと向かうが、わざの指示がワンパターンなために手を読まれ、追い詰められてしまう。
タクラム（6巻4話）
ゼノン帝国極東基地「バンリーノ」の部隊長。ゼノン13世に対してクーデターを起こすが、エンペラーの圧倒的な強さの前に失敗、カブト丸に間一髪命を救われたが、後の行方は不明である。
ムシキング・テリー（6巻5話）
食虫植物に襲われたザック達を救ったプロレスラーで、デカイヤでは有名な人物であり、「わざの伝道師」とも呼ばれている。多くの甲虫たちがテリーに憧れ、弟子入りしている。また、トレーニングを行おうとしないキプルツヤクワガタの「キップ」に軽く頭を抱えている。ドギタネンとの決着を付けるべく、ジャングルドームで試合を行った。試合では甲虫と同じわざを使用（ダンガン、ローリングドライバー、ハヤテ、ローリングクレイドル）、ドギタネンの必殺わざバーニングバーストを受けてダウンしたが、カウント9で立ち上がり、再び繰り出してきたバーニングバーストの隙を突いて、必殺わざのミストクラッシュをお見舞いした。
ドギタネン（6巻4話）
反則わざを多用する悪役巨漢レスラーで、ムシキング・テリーを敵視している。並の甲虫なら素手で倒してしまうほどの怪力を持つ。相棒はギアスゾウカブトの「ギャンザ」で、テリーと同じく相棒と同じ超必殺わざ「バーニングバースト」を使用する。
リッチー（6巻6話）
メリガン大陸のシントン市（シティ）に居を構える大富豪の少年で、自分の名を謳った博物館を持っている。石碑を探してシントン市に渡来したザック達に博物館の便所の壁と化した石碑を処分してもらおうとしたが、石碑がムシキングに繋がる鍵だと口を滑らせたヤイバの言葉をきっかけに欲深い本性を発揮し、ヒメゴホンヅノカブトの「ヒール」を使ってカブト丸を追い詰めるも詰めの甘さから敗北した。その後、ザックに脅されて飛空艦を泣く泣く譲り渡した。
スクラッチ（7巻1話）
アクの強い口調のムシマスターで、ドレッドヘアーにサングラスの典型的な黒人ラッパー。2匹の甲虫を同時に操る天才と呼ばれており、その才能をゼノン参謀ワルージェに見込まれて雇われていた。リッチー博物館から王者の証を奪って逃走し、ザックを出し抜くことには成功したが、切れ者のチャン・Gに行動を読まれており、やむを得ず対峙、巧みな戦術でチャン・Gを追い詰めるが、チャン・Gを追ってきたザックの飛空艦に撥ね飛ばされて海に転落した。
スクリュー（7巻2,3話）
技の石をスクラッチより受け取って小型飛行機で持ち去ろうとしていた、ゼノン帝国のムシマスター。ザックの父親であるO・ヴァン=コバーンを殺害し、彼の持っていたペンダントを戦利品として所持していた。コーカサスオオカブトの「コルク」でチャン・Gとヤイバに重症を負わせ、父親を殺された事実を知り怒りで我を忘れるザックを罠に嵌めようとするが、カブト丸がザックを庇ったことにより失敗。お互いを信じ合うザックとカブト丸の決死の攻撃でコルクは溶岩に転落して死亡、直後に技の石を諦めて立ち去った。
ビートルV（7巻4,5話）
戦隊ヒーローの様な風貌のゼノン帝国の5人組ムシマスター（親衛隊）。一見ふざけているように見えるが、実力はかなり高い。
ビートルレッド
本名プロテイン、アメコミヒーローのような姿の筋肉バカ。隊長だけあって実力は他の4人をはるかに上回る。また、ヒーローらしい行為をする者には敵味方関係なく賛辞を贈る。相棒はアクティオンゾウカブトのアクトー。巨体でカブト丸を押し潰した際には感動し、「これで次回からは私が主役!!読者の諸君こうご期待！」と発言するが、カブト丸に押し返されたアクトーに吹き飛ばされ、気絶した。
ビートルピンク
本名ランジェリー、ビートルVの紅一点で、お色気担当のちょっとSっ気のある美女。敗北した後もバレットに色仕掛けを賭けようとするも無視されて相棒共々拘束された。相棒はサンボンヅノカブトの「スリーサイズ」。
ビートルブルー
ミスターハテナと呼ばれている仮面の男だが、素顔はハゲで、とてつもなく不細工である。カエデに一目惚れし、「戦いを辞めたくば私と結婚しろ」とせがむが、素顔を見てブチ切れたカエデとコダチにボコボコにされた。相棒はギガスサイカブトの「ギガ」。
ビートルイエロー
本名ピエーロ、その名の通りピエロの姿をしていて、わざカードを口から出すなどの曲芸を披露する。コメディアンになるのが夢で、「笑点」の司会者のような発言もしていた。相棒はサタンオオカブトの「メリーゴーランド」。回転を多用した技でヤイバを苦しめたが、駆け付けたブルックスにより倒された。
ビートルブラック
本名ニト、小柄で根暗な男。「ラクに生きる」がモットーで、相棒のハスタートノコギリクワガタ「ヒッキー」と共に地中からの奇襲攻撃を仕掛ける。実力は大したことはなく、チャン・Gのスピードについていけずにあっさり敗北した。
キグルミー(7巻6話、実質番外編)
番外編に登場した遊園地オタクの太った少年で、アトラスオオカブトの「アトラック」のパートナー。
ダルク・ライト(8巻1話)
ゼノン帝国のムシマスターで、2人1組で戦う双子の兄妹。ワルージェ曰く「目覚めさせたら帝国にも危害が起きるほど危険な存在」と言われている。
ダルク（妹）はマンディブラリスフタマタクワガタの「マンディー」、ライト（兄）はギラファノコギリクワガタの「ギラ」を操る。ザックとバランをコンビネーションで苦戦させるも互いの負けまいと思う気持ちの前に押し切られ、敗北する。
シャドウ(8巻5,6話)
【王者の証編】の最後の敵であるヘルクレスリッキーブルー。
かつてのゼノン帝国ナンバー2の甲虫で、エンペラーの影武者。ゼノン13世によると過去の戦争で彼とエンペラーを庇い、戦死したが、どうやって生存していたのかは不明。
エデンシアでのムシキングの儀式に突如現れてカブト丸を押しのけ、ムシキングの力を奪った。その後はムシキングの力を存分に振るい、カブト丸達を追い詰めるが、自力でムシキングに覚醒したカブト丸の「キングトルネードスロー」を受けて敗れた。

### 甲虫以外のムシ
第2部にはあまり登場しない。
オオカマキリ(1巻2話)
ランスロットの守る森に突如現れた巨大な雌のカマキリ。産卵のための栄養を蓄えるべく、森のムシたちを片っ端から食い殺していた。生態系を破壊しかねない行為に激怒したランスロットが連れてきたシロを食い殺そうとするが、カブト丸と彼が同時に放ったダンガンにより鎌を破壊され、逃走した。
ミツバチ(3巻1話)
シロップ村に生息していたミツバチ。ハーディに蜂蜜とレインボーフラワーを奪い取られていたが、ブン太（後述）とカブト丸により奪還することに成功する。
天の糸つむぎ(3巻5話)
天樹内に生息していた巨大な毒蜘蛛。世界一貴重な布の原料となる「天の糸」を出すことで知られている。また、肉食のため、巨体に似合わずに速度は甲虫よりもはるかに素早い。カブト丸のトルネードスローを喰らって重傷を負い、名無しのムシマスターが連れていたクワガタムシの追撃を受けて死亡する。

## 用語

### 基本用語
ムシマスター
ムシのパートナーとなる人間のこと。ムシとムシマスターの間は家畜と飼い主といった一方的な関係ではなく、互いを利用している共依存関係であることが多い。
ムシカード
ムシを封印するカードのこと。作中では封印されたまま廃棄され、人間への恨みを抱えたはぐれ甲虫が登場した。一度でも封印されたムシは、自分のムシカードを破壊されると死んでしまう。
わざカード
本家ムシキングと同じく、ムシが必殺技を使用する際に使うカード。ムシ本人では使用できず、ムシマスターの力が無いと発動しない。
暗黒甲虫
天樹のエキスを投薬され、ムシマスターの命令に完全に服従するようになったムシのこと。一度意識を失うと元のムシに戻る。

### 冒険七つ道具
ザックが使用する秘密兵器。
ガッチリハンド
遠方の物を掴むマジックハンド。これで（紙幣と勘違いして）ムシカードを拾ったことが、ザックとカブト丸との出会いになる。
ザックンドリル
超スピードで岩盤を掘り抜くことができる高性能ドリル。初登場のシーンでも使用している。
ピタンコグローブ
吸盤付の手袋。ヤモリのような模様があしらってある。
ナゲナワロッド
頑丈な釣竿。
カギヅメロープ
先端にカギ爪の付いたゴム製のロープ。ナゲナワロッドと併用して使う。

### 財宝
竜の涙（1巻2話）
ザックが洞窟で手に入れた宝石で、ペンダントの形をしている。オオカマキリによって弾き飛ばされたランスロットの下敷きになり破壊されてしまう。
奇蹟の指輪（1巻3・4話）
願ったものをなんでも一つだけ召喚することができる指輪。ザックがわざカードを召喚したことにより、ボロボロに崩壊して消滅した。
ミラの財宝（2巻4話）
手に入れるために幾人ものトレジャーハンターが命を落としたといわれる、インセク島のピラミッドに眠る宝石。ザックはカブト丸・ヤイバと協力し無事に手に入れたが、村に置いてきてしまう。
イヤサレ草（2巻6話）
嘆きの森に生えている、食べればたちどころにどんな怪我も病気も治るとの言い伝えがある薬草。ザックの怪我を治すためにカブト丸が使用した。
レインボーフラワー（3巻1話）
この世に一本しかないといわれる伝説の花で、世界一の蜂蜜が取れると言われるシロップ村のお宝。悪徳商人のハーディによって奪われるが、ザックに奪還され、村に戻された。
カブトムシのおもちゃ（7巻6話）
幼少期のザックに、O・ヴァンが「探してご覧」と言ったおもちゃ。ザックが生まれて初めて見つけた「おたから」であり、今も大事に持っている。

## コミックス
1. 2004年12月24日発売 ISBN 4091432719
2. 2005年5月27日発売 ISBN 4091432727
3. 2005年9月28日発売 ISBN 4091432735
4. 2005年12月17日発売 ISBN 4091400485
5. 2006年3月28日発売 ISBN 4091401287
6. 2006年7月28日発売 ISBN 4091401791
7. 2007年1月26日発売 ISBN 9784091402455
8. 2008年1月25日発売 ISBN 9784091404381